# Mandevilla martii
Mandevilla martii är en oleanderväxtart som först beskrevs av Müll. Arg., och fick sitt nu gällande namn av Marcel Pichon. Mandevilla martii ingår i släktet Mandevilla och familjen oleanderväxter. Inga underarter finns listade i Catalogue of Life.